# Abludomelita californica
Abludomelita californica är en kräftdjursart. Abludomelita californica ingår i släktet Abludomelita och familjen Melitidae. Inga underarter finns listade i Catalogue of Life.